# Jaera hamata
Jaera hamata är en fjärilsart som beskrevs av Talbot 1928. Jaera hamata ingår i släktet Jaera och familjen juvelvingar. Inga underarter finns listade i Catalogue of Life.